# Polistes aquilinus
Polistes aquilinus är en getingart som beskrevs av François du Buysson 1905. Polistes aquilinus ingår i släktet pappersgetingar, och familjen getingar. Inga underarter finns listade i Catalogue of Life.